# هاپتوکورین
هاپتوکورین یا (transcobalamin-1 (TC-1 پروتئینی است که در انسان توسط ژن TCN1 کد می‌شود.
عملکرد اصلی این پروتئین محافظت از ویتامین ب-۱۲ در مقابل اسید معده می‌باشد. این پروتئین توسط غدد بزاقی ساخته شده و به شکلی بسیار محکم به ویتامین ب-۱۲ می‌چسبد و از آن محافظت می‌کند.

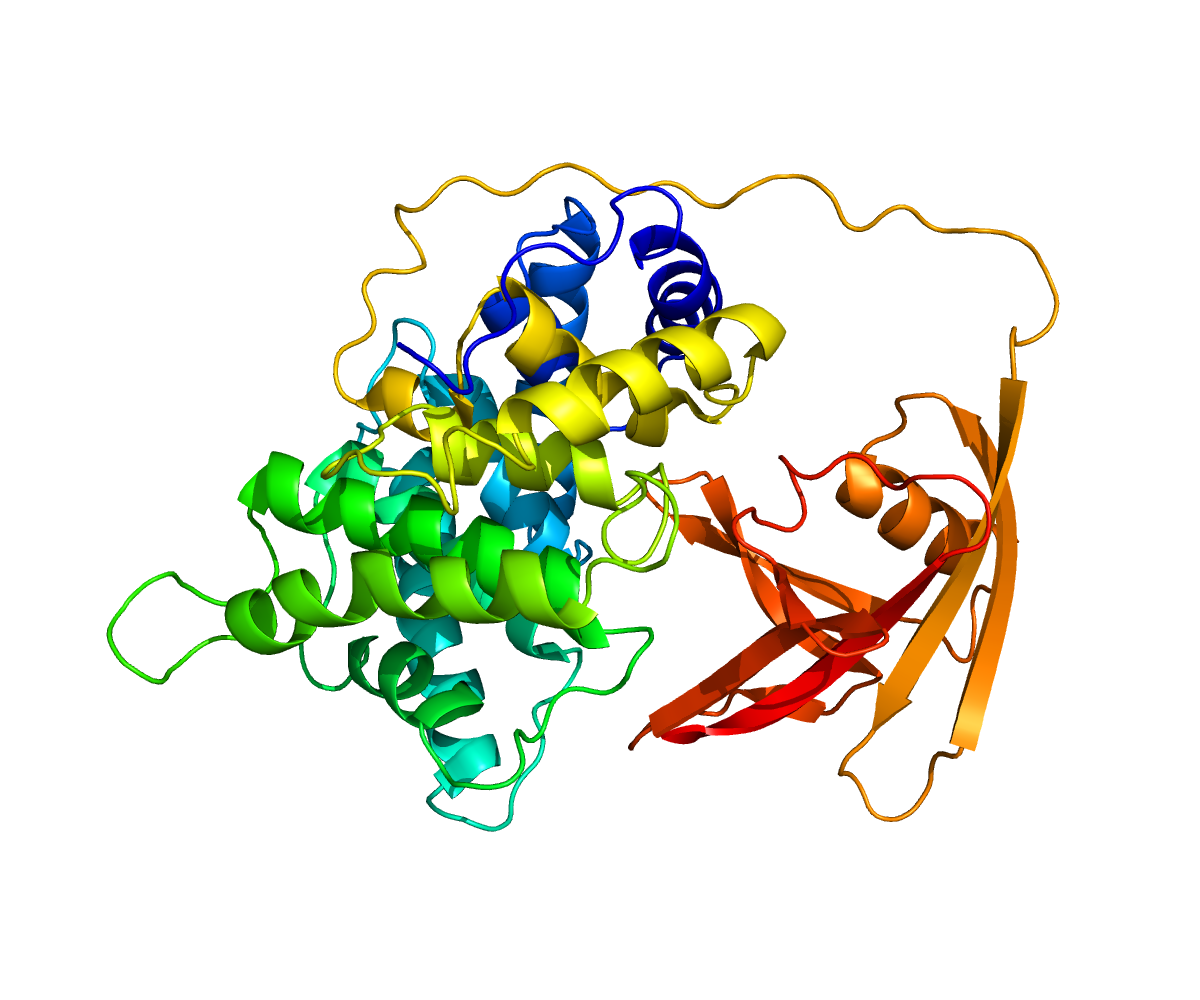
پروتئین TCN1